# Trumpler 16
Trumpler 16 (abrégé en Tr 16) est un amas ouvert massif de la constellation de la Carène, qui contient quelques-unes des étoiles les plus lumineuses de la Voie lactée. Il fait partie du complexe de la nébuleuse de la Carène, situé au sein du bras Sagittaire-Carène. Il est distant d'environ 2 600 pc (∼8 480 al) du Soleil. L'étoile la plus brillante de l'amas est Eta Carinae, visible à l’œil nu et observable pour les observateurs situés au sud du tropique du Cancer.

## Description
Les membres les plus lumineux de Trumpler 16 sont les systèmes d'Eta Carinae et de WR 25 (en). Ces deux objets possèdent des luminosités bolométriques qui sont plusieurs millions de fois supérieure à celle du Soleil. L'amas contient également trois autres étoiles extrêmes de type spectral O3. Eta Carinae et WR 25 sont des étoiles binaires, avec dans les deux cas la composante primaire qui contribue à la plus grande partie de la luminosité du système, mais dont les compagnons sont en eux-mêmes bien plus lumineux et massifs que la plupart des autres étoiles. En prenant en compte toutes les longueurs d'onde du spectre électromagnétique, WR 25 est estimé être le système le plus lumineux, avec une luminosité qui vaut 6 300 000 fois celle du Soleil (et avec une magnitude bolométrique absolue de -12,25), alors qu'Eta Carinae émet 5 000 000 de fois la luminosité du Soleil (magnitude bolométrique absolue de -12,0). Cependant, Eta Carinae apparaît visuellement comme l'objet de loin le plus lumineux, parce qu'elle est la plus brillante dans le domaine du visible. WR 25 est de plus une étoile très chaude qui émet la plus grande partie de son rayonnement dans l'ultraviolet, et qui est par ailleurs très fortement affectée par l'extinction due à la poussière contenue dans la nébuleuse.

## Association OB1 de la Carène
Trumpler 16 et Trumpler 14 (en) sont les deux amas ouverts les plus importants de l'association OB1 de la Carène (en), une association stellaire géante du bras spiral de la Carène. Un autre amas compris au sein de l'association OB1 de la Carène, Collinder 228, semble être une extension de Trumpler 16 qui apparaît visuellement séparée uniquement à cause d'une bande de poussières. Les types spectraux de ses étoiles indiquent que Trumpler 16 s'est formé à partir d'une seule vague de formation d'étoiles. En raison de l'extrême luminosité de ses étoiles, leurs vents stellaires repoussent les nuages de poussière, d'une manière similaire à ce qu'il se produit dans l'amas des Pléiades. Dans quelques millions d'années, après que ses étoiles les plus brillantes auront explosé en supernovæ, l'amas se dispersera lentement. Trumpler 16 inclut la plupart des étoiles situées dans la portion orientale de l'association OB1 de la Carène.

## Gaia Data Release 2
La deuxième data release du satellite Gaia fournit des parallaxes pour de nombreuses étoiles qui sont considérés comme membres de Trumpler 16. Il s'avère que quatre des étoiles de type O de la région possèdent des parallaxes très similaires, avec une valeur moyenne de 0,383 ± 0,017 mas. La plupart des autres membres supposés montrent cependant des parallaxes significativement différentes et pourraient être des objets plus proches ou plus lointains. Ainsi, la distance qui nous sépare de Trumpler 16 est supposée être d'environ 2 600 pc (∼8 480 al), ce qui est significativement plus lointain que la distance connue avec précision d'η Carinae.

## Images

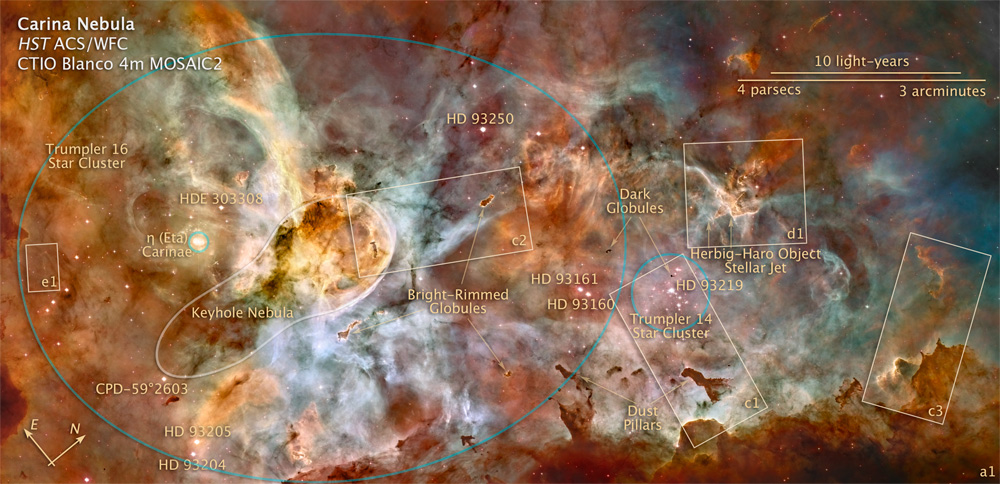
L'association OB1 de la Carène. L'amas Trumpler 16, indiqué, est situé à gauche.
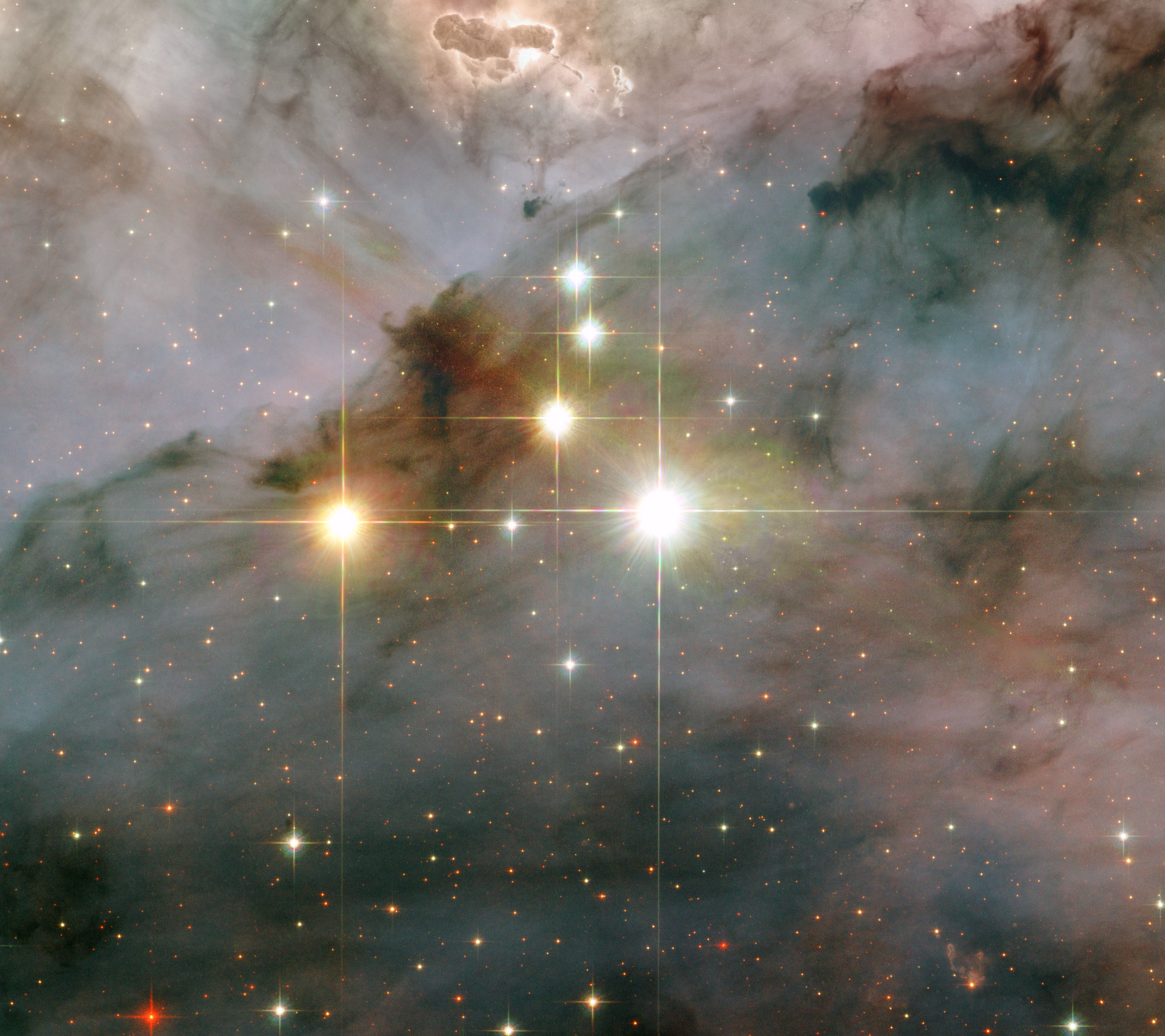
Quelques étoiles de Tr 16. WR 25 et Tr16-244 sont respectivement l'objet et le troisième objet les plus brillants de l'image. L'étoile orangée à gauche, qui est le second objet le plus brillant, est un objet plus proche situé entre nous et l'amas.